# Калейс, Айвар
А́йварс Ка́лейс (латыш. Aivars Kalējs, 22 апреля 1951, Рига, Латвия) — советский и латышский композитор, органист, пианист.

## Биография
Айварс Калейс родился 22 апреля 1951 года в Риге, в семье скульптора Ото Калейса.
В период с 1958 по 1969 годы учился в Рижской музыкальной школе им. Э. Дарзиня, где учился на хоровом и теоретическом отделениях (класс композиции Гедертс Раманс). С 7 до 13 лет пел в хоре мальчиков школы.
В возрасте 18 лет начал играть на органе. В 1969 поступил в Латвийскую государственную консерваторию им. Я. Витола. Выпускник класса композиции Адольфа Скулте и класса органа Николая Ванадзиня. Айварс Калейс, один из последних, кто учил специальную гармонию и полифонию у Люции Гаруты.

Орган мне нравился, уже с малых лет. Помню, что это был большой праздник, когда по воскресеньям радио вещало кантату Баха. Я этого всегда ждал..Оригинальный текст (латыш.)Ērģeles man patika, jau mazam esot. Atceros, ka tie bija lieli svētki, ka svētdienās toreizējais demokrātu vācu radio pa garajiem viļņiem atskaņoja Baha kantāti. To vienmēr gaidīju.Айварс Калейс
Айварс Калейс выступал почти во всех странах Европы, в США, Канаде, Колумбии, Сибири, Японии. Музыкант также известен как энтузиаст в поиске забытых, недооцененных сочинений других композиторов.
Сотрудничал с такими яркими музыкантами как: дирижеры Андрис Нелсонс, Андрес Мустонен, Пьер Као, Имантс Кокарс, Марис Сирмайс, Сигвардс Клява, Нормундс Шне, певцы Инесса Галанте (Латвия), Илзе Кална, Эгилс Силиньш, Лина Мкртчян, Олег Рябец, Рустам Яваев, Иева Парша, Игна Шлюбовска-Канцевича, виолончелисты Александр Князев, Элеонора Тестелец, Майя Пределе, Руслан Виленский, валторнист Арвидс Клишанс, гобоист Улдис Урбанс, флейтистки Дита Кренберга, Илзе Урбане и другими музыкантами.
Айварс Калейс является одним из концертных органистов Рижского Домского собора, органистом церкви Св. Гертруды, а также органистом Рижского хора мальчиков Домского собора. Принимал участие в мастер-классах Эвальда Кооймана и Лео Кремера.
С 1980 по 1985 работал в комиссии по охране памятников при Министерство культуры Латвийской ССР, изучая органы церквей Латвии, добившись включения в список культурного наследия 250 органов. Статьи Айварса Калейса об истории органа можно прочитать в музыкальной литературе и различных периодических изданиях.
Работал концертмейстером в различных хоровых коллективов: хора «Муза», женского хора «Дзинтарс», камерного хора «Ave sol», камерных хоров «Sacrum», и хора Радио Латвии, а также руководил вокальным ансамблем «Dardedze» (1971—1991). Играл на богослужениях Рижского святого собрания.

## Творчество
Список сочинений Айварса Калейса
Пишу музыку, которая лучше меня. Записываю её только тогда, когда от звуков не освобождаюсь. Это для меня нечто особенное, поэтому к этой работе чувствую благоговение..Оригинальный текст (латыш.)Rakstu mūziku, kas ir labāka par mani. Pierakstu to tikai tad, kad no skaņām netieku vaļā. Tas man ir kaut kas īpašs, tāpēc pret šo darbu jūtu bijību.Айвар Калейс
В течение своего творчества композитора, Айварс Калейс с 1967 года охватил много музыкальных жанров, написав более 100 опусов симфонической, органной, фортепьянной, камерной и хоровой музыки. Композитор через свои сочинения повествует о самой разной тематике— от актуальных событий (трагедий 11 сентября в Нью-Йорке и Золитуде) до рефлексий природы. Уже с молодости французская музыка 20-го века глубоко повлияло на стиль автора. Также творчеству Калейса характерны циклы и посвящения.
В 2017 году Вита Калнциема, заведующая органного класа Латвийской музыкальная академия имени Язепа Витола, выпустила ретроспетивный диск «Uzliesmojumi» (Вспышки) органного творчества Айварса Калейса.

## Концертная деятельность
Сейчас Калейс концертирует как солист и как камерный музыкант по всему миру.
Концертировал с многими симфоническими оркестрами мира и лучшими хорами Латвии.
В 1998 г. с оркестром Кремерата Балтика выступал в США, Швейцарии, Австрии, Германии и России. В 2001 г. в восьмидневном турне по Японии дал 5 сольных концертов в Иокогаме, Ниигате и Сидзоуке с большим успехом исполнив 4 разные программы (одна из которых посвящена музыке Й. С. Баха), каждый концерт посещали более 1000 слушателей. В 2009 г. в рамках XXIII Международного Таллинского органного фестиваля, играя двухчастный сольный концерт, вместе с камерным оркестром Андреса Мустонена исполнил 3 органных концерта (5-й, 14-й, 13-й) Г. Ф. Генделя. С 2015 года ежегодно дает сольные концерты по всей России (Москва, Кавказ, Сибирь). В 2016 г. Калейс дал уже третий раз сольный концерт в Соборе Парижской Богоматери. В 2017 году органист выступал в рамках VI международном фестивале духовной музыки в Колумбии.
Айвар Калейс с многими коллективами исполнял кантату Луции Гаруты «Господь, Твоя земля в огне!» (1943), также и в апреле 1988 г. — вместе с Ингусом Петерсонсом, Айваром Кранцманисом, камерным хором Ave Sol и дирижёром Имантсом Кокарсом — спустя 44 года были первыми кто исполнил в Латвии Кантату. Одну из вершин органного репертуара — Концерт для органа, струнного оркестра и литавр Франсиса Пуленка, Калейс приглашается исполять повторно, например, выступления с Люксембургским филармоническим оркестром в 2002 и 2012 годах.

## Награды
- на конкурсе композиторов орга́нной музыки «Sibīrijas bērni»(рус. Дети Сибири) (2002)
- на конкурсе новых работ камерного оркестра Кремерата Балтика (2003)
- на песенном конкурсе «Es dziedu par Latvijas meziem»(рус. Я пою о лесах Латвии) (2004)
- на конкурсе «Sinfonia Baltica» (2004)[14]
- AKKA/LAA Copyright’s Infinity (2005)[15]
- на конкурсе духовных песен Евангелическо-лютеранской церкви Латвии (2008)[16]